# Antonio D'Amato
Antonio D'Amato (Napoli, 16 giugno 1957) è un imprenditore italiano, presidente di Confindustria dal 2000 al 2004.

## Biografia
Laureato in giurisprudenza presso l'Università Federico II di Napoli, diviene presidente nel 1991 del Gruppo Finseda, fondato dal padre Salvatore, leader a livello internazionale nella produzione di imballaggi alimentari e operante in Italia, Regno Unito, Germania, Portogallo e Stati Uniti.
Dal 2000 al 2004 è stato presidente di Confindustria e dal 2001 al 2004 presidente della Luiss Guido Carli.
Da 2013 al 2019 è stato presidente della Federazione Nazionale dei Cavalieri del Lavoro.